# Ердли, Джордж
Джордж Ердли (англ. George Yeardley; 1587 — 13 ноября 1627) — американский плантатор, один из первых губернаторов колонии Вирджиния и один из первых американских рабовладельцев. Он попал в Америку вместе с Третьим конвоем, отправленным Вирджинской компанией для помощи колонии Джеймстаун, но его корабль разбился на Бермудах, и Ердли оказался в Америке только в 1610 году. В 1616 году он стал вице-губернатором колонии, в 1619 году губернатором (назначенным Вирджинской компанией), а в 1626 году королевским губернатором. При нём в 1619 году впервые был созван выборный законодательный орган, известный впоследствии как Палата бюргеров.

### Статьи
- Thomas Teackle Upshur. SIR GEORGE YEARDLEY OR YARDLEY, GOVERNOR AND CAPTAIN-GENERAL OF VIRGINIA, AND TEMPERANCE, LADY YEARDLEY, AND SOME OF THEIR DESCENDANTS (англ.) // The American Historical Magazine. — 1896. — Vol. 1, iss. 4. — P. 339-374.